# Goldener Hahn (Filmpreis)
Der Goldene Hahn (chinesisch 金雞獎 / 金鸡奖, Pinyin Jīnjī Jiǎng, englisch Golden Rooster Awards, amtlich 中國電影金雞獎 / 中国电影金鸡奖,  Zhōngguó Diànyǐng Jīnjī Jiǎng, englisch Golden Rooster Film Awards) ist der maßgebliche Filmpreis der China Film Association der Volksrepublik China. Gemeinsam mit dem Filmpreis in Hongkong („Hong Kong Film Award“) und Taiwan („Golden Horse Film Award“) bilden sie die drei höchsten Preise der chinesischsprachigen Filmindustrie. Seit 1981, die erste Veranstaltung der Preisvergabe im Jahr des Hahns, findet die Vergabe in wechselnden Städten Chinas statt. Seit 1992 wird auf der Veranstaltung auch der auf einer ursprünglich separaten Veranstaltung seit 1962 existierende Publikumspreis 100 Blumen Preis (englisch Hundred Flowers Awards) vergeben. Der Fachpreis der chinesische Filmwelt „Goldene Hahn“ und dem Publikumspreis „Hundert Blumen“ wird abwechselnd gemeinsam vergeben. In ungeraden Jahren wird der „Goldene Hahn-Preis“ von der Fachjury vergeben, während in geraden Jahren der „Hundert Blumen-Preis“ vom allgemeinen Zuschauer vergeben wird. Um mit dem taiwanischen Golden Horse Film Festival und dem Hongkonger Film Award Festival mithalten zu können, stehen die Preise seit 2005 auch Taiwanern und Hongkongern offen. Die wandernde amtliche Veranstaltung dieser Preisvergabe heißt daher auch „Golden Rooster and Hundred Flower Film Festival“ (金雞百花電影節 / 金鸡百花电影节).

## Kategorien
Quelle: IMDb, Sina.com, Golden Rooster & Hundred Flowers Filmfestival
- Bester Film (最佳故事片)
- Beste Regie (最佳导演)
- Bester Hauptdarsteller (最佳男主角)
- Beste Hauptdarstellerin (最佳女主角)
- Beste Nebendarstellerin (最佳男配角)
- Beste Nebendarstellerin (最佳女配角)
- Bestes Drehbuch (最佳编剧)
- Bestes Regiedebüt (最佳导演处女作)
- Beste Kamera (最佳摄影)
- Bester Sound (最佳录音)
- Bester Art Director (最佳美术)
- Beste Filmmusik (最佳音乐)
- Bester Fernsehfilm (最佳电视电影)
- Bester Dokumentarfilm (最佳纪录片)
- Bester Trickfilm (最佳动画片)
- Lebenswerk (终身成就奖)